# Laurent Queyssi
Laurent Queyssi, né en 1975 à Marmande, est un écrivain et traducteur français.

## Biographie
Laurent Queyssi est romancier, scénariste de bande dessinées et traducteur.
Après des études de littérature, il devient critique de bande dessinée avant de se consacrer à l'écriture et à la traduction. Il est notamment le traducteur en France de l'écrivain cyberpunk William Gibson, et des aventures de Superman chez Urban Comics.
Spécialiste de l'auteur américain Philip K. Dick,, il lui consacre une biographie en bande dessinée (Phil) et dirige l'édition de l'intégrale de ses nouvelles parue chez Gallimard.

## Œuvres

### Romans
- Neurotwistin, Les Moutons électriques, 2006
- L’Héritier du chaos, Mango, coll. « Royaumes perdus », 2008
- Infiltrés, Rageot, 2012
- Dans l'œil de Lynx, Rageot, 2013
- Menace sur le réseau, Rageot, 2015
- Allison, Les Moutons électriques, 2016
- Correspondant local, Filature(s), 2021
- La nuit était chez elle, Alibi, 2022
- Trystero, Mnémos, 2024
- Big Sur, Editions 1115, 2024

### Recueils de nouvelles
- Comme un automate dément reprogrammé à la mi-temps, ActuSF, 2012

### Nouvelles
- Sense of Wonder - in Étoiles vives no 7 (1999) (Orion-Étoiles vives)
- G'Yaga - in Pouvoirs critiques (2002) (Nestiveqnen)
- La scène coupée - in Les Nombreuses vies de Fantômas, Les Moutons électriques), coll. « Bibliothèque rouge », 2006
- Rebecca est revenue - in Fiction #3 bis, Les Moutons électriques, 2006
- Planet of Sound - avec Jim Dedieu, in Fiction #3, Les Moutons électriques, 2006
- Fuck City - in Fiction #5, Les Moutons électriques, 2007
- Paddington et les ombres : une rétrospective, in Fiction no 6, Les Moutons électriques, automne 2007 (texte illustrant un portfolio de Greg Vezon)
- Sense of wonder 2.0, in Black Mamba no 9, janvier 2008
- Écrit en collaboration avec Ugo Bellagamba, 707, hacienda way, in Dimension Philip K. Dick, Rivière Blanche, 2008
- Écrit en collaboration avec Ugo Bellagamba, Il ne construisent que la partie du monde dont ils ont besoin, in Dimension Philip K. Dick, Rivière Blanche, 2008
- Nuit noire, sol froid, in Galaxies nouvelle série no 5, 2009.
- Nous finirons bien par en venir à bout, in Inversion des faits, éditions Motamo 2011.
- Un Café dans les ruines, in La Guerre : anthologie d’une belligerance, éditions Hydromel 2011.
- En attendant demain, écrit en collaboration avec Xavier Mauméjean, Utopiales 12, Actusf, 2012.
- Tammy tout le temps, in Contrepoints, Actusf, 2012
- Sense of wonder 2.0 (traduction anglaise), in The New Accelerator #2, traduit par Edward Gauvin, 2014.
- Facteur X (sous le pseudonyme de Laurence Rivière, co-écrit avec Jim Dedieu et Xavier Mauméjean), in Bifrost n°79, Le Bélial, 2015.
- Les Nouvelles aventures de Flip-Flop, in Bifrost n°94, Le Bélial, 2019.
- Grand Lunaire, in Anthologie Hypermondes n°1, Les Moutons Electriques, 2021
- Hantologie, in Utopiales 2024, Actusf, 2024

### Essais
- Les Nombreuses vies de James Bond, Les Moutons électriques, coll. « Bibliothèque rouge », 2007
- Le Guide Alan Moore[8], co-écrit avec Nicolas Trespallé, ActuSF, 2020

### Bandes dessinées
- Les Carnets secrets du Vatican t.3, Sous la montagne, scénario : Novy et Laurent Queyssi, dessin : Antonio Marinetti, couleur : Nicolas Bastide, Soleil Productions, 2008
- Blackline t.1 Guerre privée, scénario : Hervé Loiselet, dessin : Pasquale Del Vecchio, couleur : Scarlett Smulkowski, Le Lombard, 2011
- L’Histoire de France en bande dessinée pour les nuls t.1, dessin : Gabriele Parma, First, 2011
- Blackline  t.2  retombée , scénario : Hervé Loiselet, dessin : Pasquale Del Vecchio, couleur : Scarlett Smulkowski, Le Lombard, 2012
- L’Histoire de France en bande dessinée pour les nuls t.3, dessin : Gabriele Parma, First, 2012
- Section Infini t.1 : Perdu dans le temps, dessin Greg Tocchini, Le Lombard, 2014
- Après la Chute, dessin Juzhen, Glénat, 2017
- PHIL : Une vie de Philip K. Dick, scénario : Laurent Queyssi, dessin : Mauro Marchesi, couleurs : Marco Marchesi et Studio Haus, Rêveurs de monde, collection 21g, 2018
- Mundus, dessin Oriol Roig, 404 Graphic, 2022